# 10,5 cm leFH 18/40
105-мм польова гармата leFH 18/40 (нім. 10.5 cm leFH 18/40) — німецька 105-мм легка польова гаубиця, яка використовувалася під час Другої світової війни. 10,5-см гаубиця LeFH 18/40 є модифікацією гармат 10,5 cm leFH 18 та 10,5 cm leFH 18M і доповнила артилерійське озброєння як стандартна дивізійна польова гаубиця піхотних формувань вермахту та сухопутних військ Фінляндії. Вона була розроблена з метою полегшити вагу 105-мм артилерійської гармати та спростити її виробництво.

## Історія
10,5-см гаубиця LeFH 18/40 розроблялася як полегшена версія гаубиць LeFH 18 та LeFH 18M. Як правило, нею не оснащували окремі артилерійські дивізіони до Сталінградської битви 1943 року. Деякі з них були також експортовані до Фінляндії, де вони були відомі як 105 H 33-40. Румунська армія придбала кілька LeFH 18/40 у 1943 році, щоб компенсувати втрати в артилерії, зазнані в ході Сталінградської битви. У післявоєнний час гармату активно використовували під час нігерійсько-біофранської війни, коли Чехословаччина подарувала Біафрі кілька гармат.

## Опис
У березні 1942 року вермахт оголосив про потребу в легшій гаубиці, яка також повинна була бути якнайшвидше готова і здатна до швидкого виробництва. Цю вимогу було виконано шляхом встановлення ствола гаубиці leFH 18M на лафет для 75-мм протитанкової гармати PaK 40. Для підвіски коліс на новому лафеті були використані торсіонні балки, що проходять по всій довжині лафета. Оригінальні колеса лафета PaK 40 були замалі для використання гаубиці і були замінені на більші колеса зі штампованої сталі з суцільнолитими гумовими шинами. Нова установка збільшила швидкострільність, а також зробила гаубицю дещо легшою. У гаубиці leFH 18/40 були встановлені дульні гальма, які використовувались у гаубиці leFH 18M. Після Другої світової війни Чехословаччина продовжувала використовувати leFH 18/40 під позначенням M18/49. M18/49 використовував пневматичні шини замість суцільнолитих гумових.

## Зброя схожа за ТТХ та часом застосування
- 10-см гаубиця M.14 «Skoda» 14/19
- 105-мм польова гармата M. 15
- 105-мм польова гармата 105/14 modello 18
- 107-мм дивізійна гармата зразка 1940 (М-60)
- 100-мм польова гармата БС-3
- 107-мм гармата зразка 1910/30 років
- 105-мм гармата Model 1924
- 105-мм польова гармата K 17
- 105-мм польова гармата leFH 16
- 105-мм польова гармата M.12
- 105-мм легка причіпна гаубиця M101
- 105-мм гаубиця MÁVAG 40/43M
- 105-мм гаубиця modèle 1934 Schneider
- 105-мм польова гармата modèle 1925/27 Schneider
- 105-мм польова гармата modèle 1936 Schneider
- 105-мм важка гармата vz. 35
- 105-мм польова гармата Model 1927
- 105-мм важка гармата m/34
- 105-мм польова гармата Тип 38
- 105-мм польова гармата Тип 92